# زبان چولیمی
زبان چولیمی (انگلیسی: Chulym language) زبان مردم چولیم (تاتارهای چولیم) است که به‌طور بحرانی در معرض خطر و نابودی است و گویش وران آن ۴۴ نفر هستند.